# Brian Skinner
Brian Skinner (Temple, Teksas, 19. svibnja 1976.) američki je profesionalni košarkaš. Igra na poziciji krilnog centra, a može igrati i na poziciji centra. Trenutačno je član NBA momčadi Los Angeles Clippersa. Izabran je u 1. krugu (22. ukupno) NBA drafta 1998. od strane istoimene momčadi.

## NBA karijera
Izabran je kao 22. izbor NBA drafta 1998. od strane Los Angeles Clippersa. U dresu Clippersa zadržao se dvije sezone te je 27. lipnja 2001. mijenjan, zajedno s Tysonom Chandlerom, u Chicago Bullse u zamjenu za Eltona Branda. Samo mjesec dana kasnije, Skinner je ponovno mijenjan, ovoga puta u Toronto Raptorse u zamjenu za Charlesa Oakleya. Međutim, nije ostvario niti jedan nastup za Raptorse jer je u listopadu 2001., kao dio velike zamjene, ponovno mijenjan te je završio u momčadi Cleveland Cavaliersa. U dresu Cavaliersa, Skinner se zadržao do kraja sezone 2001./02. te je prosječno postizao 3.4 poena i 4.3 skoka po utakmici. Nakon završetka sezone, Skinner je otpušten iz Cavaliersa te je ubrzo potpisao za Philadelphia 76erse. Ali kako to već biva, Skinner je nakon samo jedne sezone mijenjan u Sacramento Kingse kao dio zamjene koja je odvela Chrisa Webbera u redove 76ersa. U prvoj i jedinoj sezoni s Kingsima, Skinner je prosječno postizao 7.4 poena, 8.7 skokova i 1.7 blokada, uz šut iz igre od 55% po utakmici. Početkom 2006. godine, Skinner je mijenjan u Portland Trail Blazerse, koji su ga kasnije mijenjali u Milwaukee Buckse. U sezoni 2006./07., u dresu Bucksa, Skinner je prosječno postizao 4.4 poena i 5.7 skokova za 22.7 minuta provedenih na terenu. 1. kolovoza 2007. Skinner je, kao slobodan igrač, potpisao za Phoenix Sunse. 31. srpnja 2008. Skinner je potpisao za Los Angeles Clipperse, vrativši se tako u momčad koja ga je izabrala na draftu.

## NBA statistika

### Regularni dio
| Godina    | Klub          | Odig. uta. | Uta. poč. | Min. | 2P%  | 3P%  | Sl. bac.% | Skok. | Asist. | Ukr. lop. | Blok. | Poena |
| --------- | ------------- | ---------- | --------- | ---- | ---- | ---- | --------- | ----- | ------ | --------- | ----- | ----- |
| 1998./99. | L.A. Clippers | 21         | 0         | 12.3 | .465 | .000 | .606      | 2.5   | .0     | .5        | .6    | 4.1   |
| 1999./00. | L.A. Clippers | 33         | 9         | 23.5 | .507 | .000 | .662      | 6.1   | .3     | .5        | 1.3   | 5.4   |
| 2000./01. | L.A. Clippers | 39         | 23        | 15.0 | .398 | .000 | .542      | 4.3   | .5     | .4        | .3    | 4.1   |
| 2001./02. | Cleveland     | 65         | 8         | 17.0 | .543 | .000 | .608      | 4.3   | .3     | .4        | .9    | 3.4   |
| 2002./03. | Philadelphia  | 77         | 9         | 17.9 | .550 | .000 | .602      | 4.8   | .2     | .6        | .7    | 6.0   |
| 2003./04. | Milwaukee     | 56         | 54        | 28.2 | .497 | .000 | .572      | 7.3   | .9     | .5        | 1.1   | 10.5  |
| 2004./05. | Philadelphia  | 24         | 0         | 10.3 | .386 | .000 | .294      | 2.6   | .2     | .2        | .2    | 2.0   |
| 2004./05. | Sacramento    | 25         | 23        | 27.8 | .554 | .000 | .377      | 8.7   | 1.5    | 1.0       | 1.7   | 7.4   |
| 2005./06. | Sacramento    | 38         | 0         | 11.3 | .551 | .000 | .444      | 2.7   | .4     | .3        | .5    | 2.3   |
| 2005./06. | Portland      | 27         | 5         | 19.1 | .484 | .000 | .517      | 4.7   | .5     | .5        | .9    | 3.8   |
| 2006./07. | Milwaukee     | 67         | 44        | 22.7 | .490 | .000 | .582      | 5.7   | .9     | .3        | 1.0   | 4.4   |
| 2007./08. | Phoenix       | 66         | 0         | 12.8 | .465 | .667 | .524      | 3.6   | .2     | .3        | 1.2   | 3.3   |
| 2008./09. | L.A. Clippers | 51         | 21        | 16.5 | .449 | .000 | .638      | 4.0   | .5     | .3        | 1.0   | 4.2   |
| 2009./10. | L.A. Clippers | 16         | 1         | 7.7  | .400 | .000 | .750      | 1.7   | .0     | .2        | .2    | 1.6   |
| Ukupno    |               | 605        | 197       | 18.0 | .494 | .333 | .566      | 4.7   | .5     | .4        | .9    | 4.8   |

### Doigravanje
| Godina    | Klub         | Odig. uta. | Uta. poč. | Min. | 2P%  | 3P%  | Sl. bac.% | Skok. | Asist. | Ukr. lop. | Blok. | Poena |
| --------- | ------------ | ---------- | --------- | ---- | ---- | ---- | --------- | ----- | ------ | --------- | ----- | ----- |
| 2002./03. | Philadelphia | 8          | 0         | 4.8  | .167 | .000 | 1.000     | .8    | .0     | .0        | .1    | .8    |
| 2003./04. | Milwaukee    | 5          | 3         | 18.8 | .524 | .000 | .417      | 4.4   | .0     | .2        | .6    | 5.4   |
| 2004./05. | Sacramento   | 4          | 1         | 11.8 | .500 | .000 | .000      | 2.8   | .5     | .5        | 1.0   | 2.0   |
| 2007./08. | Phoenix      | 4          | 0         | 5.3  | .500 | .000 | .500      | .8    | .0     | .0        | .8    | 2.0   |
| Ukupno    |              | 21         | 4         | 9.5  | .462 | .000 | .542      | 2.0   | .1     | .1        | .5    | 2.3   |

## Vanjske poveznice
- Profil na NBA.com
- Profil na Basketball-Reference.com